# Donna sulla Luna
Donna sulla Luna è il quarto album in studio della cantante italiana Baby K, pubblicato l'11 giugno 2021 dalla Sony Music.

## Promozione
L'album è stato anticipato da quattro singoli resi disponibili a partire dal 2019: il primo estratto Playa è uscito il 31 maggio 2019, mentre il secondo singolo Buenos Aires è datato 6 marzo 2020. Il terzo estratto Non mi basta più ha visto la luce il 25 giugno 2020 ed è caratterizzato dalla partecipazione della blogger e influencer italiana Chiara Ferragni. Il 7 maggio 2021, pochi giorni prima dell'annuncio dell'album, è stato pubblicato il quarto singolo Pa ti che conta la partecipazione del cantante spagnolo Omar Montes, mentre in contemporanea alla pubblicazione Mohicani, in collaborazione con i Boomdabash, è stato reso disponibile come quinto estratto.

## Tracce
1. Intro – 1:07
2. Mohicani (con i Boomdabash) – 2:51
3. Pa ti (feat. Omar Montes) – 3:19
4. Non mi basta più (feat. Chiara Ferragni) – 3:20
5. Cuando te vi – 2:16
6. Skit Samurai Jay – 0:17
7. Playa – 3:12
8. Skit Boro Boro – 0:16
9. Dinero (feat. Samurai Jay & Boro Boro) – 2:29
10. Buenos Aires – 3:10
11. Luna – 3:31
12. Skit Tedua
13. Me gusta (feat. Tedua) – 3:06
14. Rosso Amarena (feat. Gigi D'Alessio) – 3:11
15. Skit Giaime – 0:22
16. Mia (feat. Giaime) – 2:59
17. Maglietta e Jeans – 2:25
18. Tornado – 2:39
19. Skit Enzo Dong – 0:25
20. Buenos Aires (feat. Enzo Dong & Lele Blade) (Remix) – 3:07

Riedizione streaming
1. Bolero (feat. Mika) – 3:33
2. Non dire una parola (con Álvaro Soler) – 3:08

## Classifiche
| Classifica (2021) | Posizione massima |
| ----------------- | ----------------- |
| Italia            | 23                |